# 非法砍伐

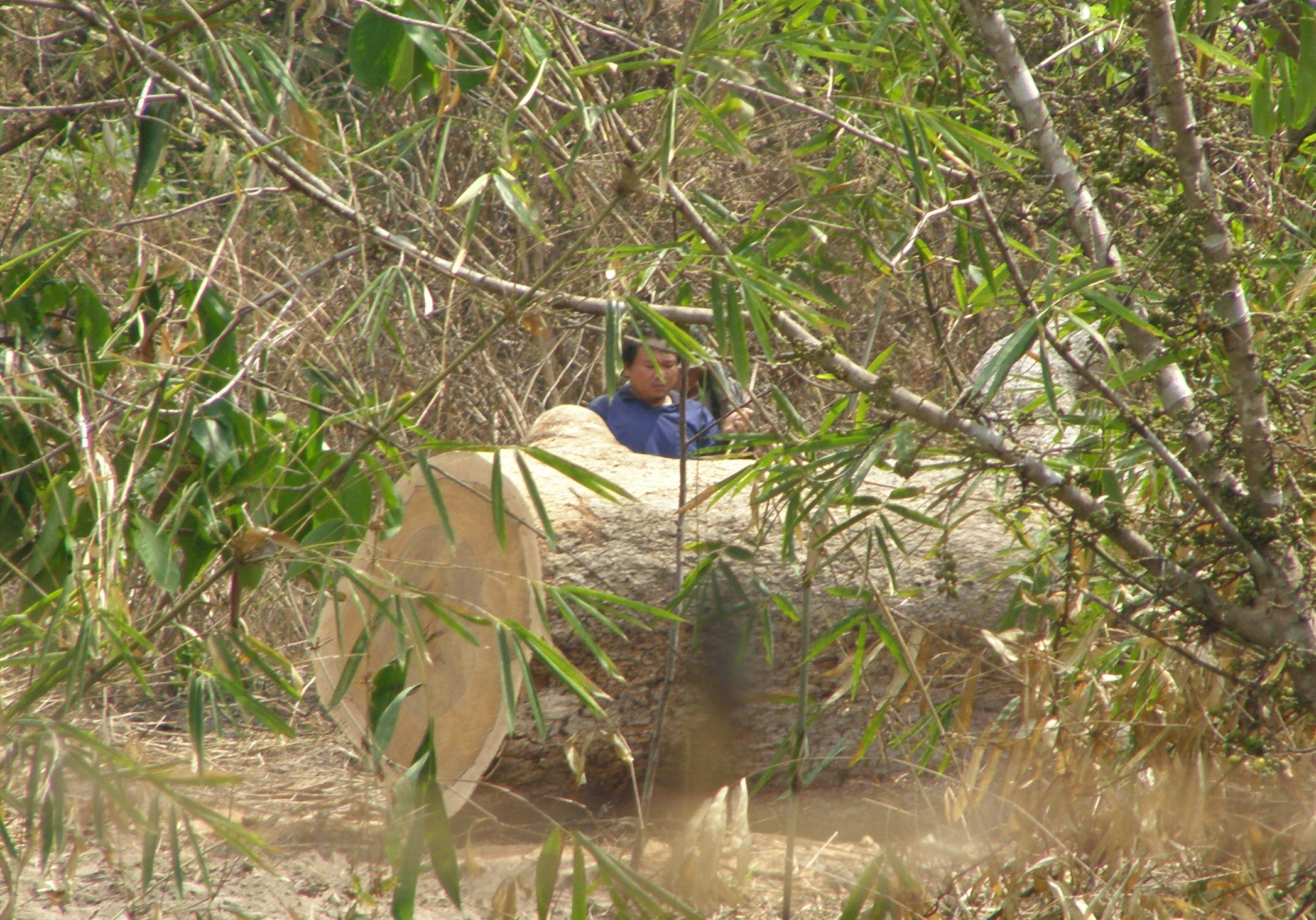
泰國的非法砍伐

非法砍伐，是指违反法律在國有土地上，进行的木材砍伐、运输、购买和销售行为。非法的砍伐行为，包括使用破坏性的手段进行砍伐；在没有许可證的情况下进行砍伐；砍伐受保护的树种；或者砍伐森林超过许可的数量；海邊撿拾國有標章木材未登記與申報者。非法行为也可能在运输过程中发生，例如非法加工和出口、欺骗海关、逃避税收和其他捐税。

## 造成的问题

### 国家公园里的砍伐:Korindo公司的事例 (印度尼西亞)
2004年3月, 绿色和平组织进行了一系列行动抗议 Korindo公司将木材出口到法国、英国、比利时和荷兰。Korindo公司已经被证实通过非法手段开采印度尼西亚最后的热带雨林。2003年5月, 一份印尼政府的调查证实Korindo从一个的木材商手中收购非法木材，这些木材来源于猩猩的栖息地。 – 丹绒将国家公园 (Tanjung Puting) 
丹绒将国家公园是一个占地4000平方公里的重要自然保护区。 被联合国确认为世界级的生物圈保护区，并且是东南亚最大的沼泽林保护区。

## 综述
非法砍伐的现象无处不在，对森林资源、本地居民和制造业都造成了巨大的损害。尽管木材交易和加工有着在经济上的重要性，但主要的国际木材消费国，例如欧洲各国，并没有用法律手段来遏制非法来源的木材进口。 当然，因为条件所限，鉴定木材是否来源于非法砍伐也有着技术上的困难。因此无法找到一个用于对抗非法木材及其制成品进口的合法方法。可能采取的限制进口的行为会违反WTO有关非歧视性原则的规定。这些手段必须通过双边协定来实施。

## 引用
1. ↑  . law.coa.gov.tw.   [2022-11-30]. （原始内容存档于2022-11-30）.
2. ↑  Environmental Investigation Agency (2000) Illegal Logging in Tanjung Puting National Park See: http://www.eia-international.org （页面存档备份，存于） ; Greenpeace (2003) Partners in Crime: A Greenpeace investigation of the links between the UK and Indonesia’s timber barons. See:www.saveordelete.com ; Greenpeace (2004) Protect Life on Earth Today : Tanjung Putting National Park under siege. see: http://www.saveordelete.com （页面存档备份，存于）
3. ↑   With the exception of CITES which is only partly applicable.